# MTV Africa Music Awards
MTV Africa Music Awards – nagrody muzyczne przyznawane przez stację telewizyjną MTV Africa. Pierwsza edycja konkursu odbyła się w 2008 roku. W latach 2005–2007 nagrodę dla najlepszego afrykańskiego artysty przyznawano podczas MTV Europe Music Awards.

## Miasta organizujące galę
- 22 listopada 2008 -  Abudża (prowadzący:  Trevor Nelson)
- 11 października 2009 -  Nairobi (prowadzący:  Wyclef Jean)

## Zwycięzcy

### 2008
- Najlepszy artysta muzyki alternatywnej: Seether
- Najlepsza wokalistka: Wahu
- Najlepsza grupa: P-Square
- Najlepszy artysta hip-hop: 9ice
- Najlepszy występ na żywo: Jozi
- Najlepszy wokalista: D’Banj
- Najlepszy debiut: Naeto C
- Najlepszy artysta R&B: Alicia Keys
- Teledysk roku: Ikechukwu – Wind Am Well
- Wybór widzów: D’Banj – Why Me
- My Video: Jide Rotilu, Adetoro Rotilu, Razor BleeG
- Artysta roku: D’Banj
- Legenda: Fela Kuti

### 2009
- Piosenkarz roku: 2Face Idibia
- Nowa twarz: M.I.
- Najlepszy R&B: 2Face Idibia
- Najlepszy Hip Hop: M.I.
- Piosenkarka roku: Amani
- Najlepszy na żywo: Samini
- Najlepsza grupa: P-Square
- Artysta roku: D'Banj
- Najlepszy zespół alternatywny: Zebra & Giraffe
- Najlepszy teledysk: HHP „Mpitse"